# Батурин-Замятин, Николай Николаевич
Никола́й Никола́евич Бату́рин (настоящая фамилия — Замя́тин) (6 декабря 1877, пос. Чертково, Первый Донской округ, область Войска Донского, Российская империя — 23 ноября 1927, Ялта, Крымская АССР, РСФСР, СССР) — российский и советский общественный и политический деятель, активный участник революционного движения в России, публицист, историк революционного движения, профессор.

## Биография

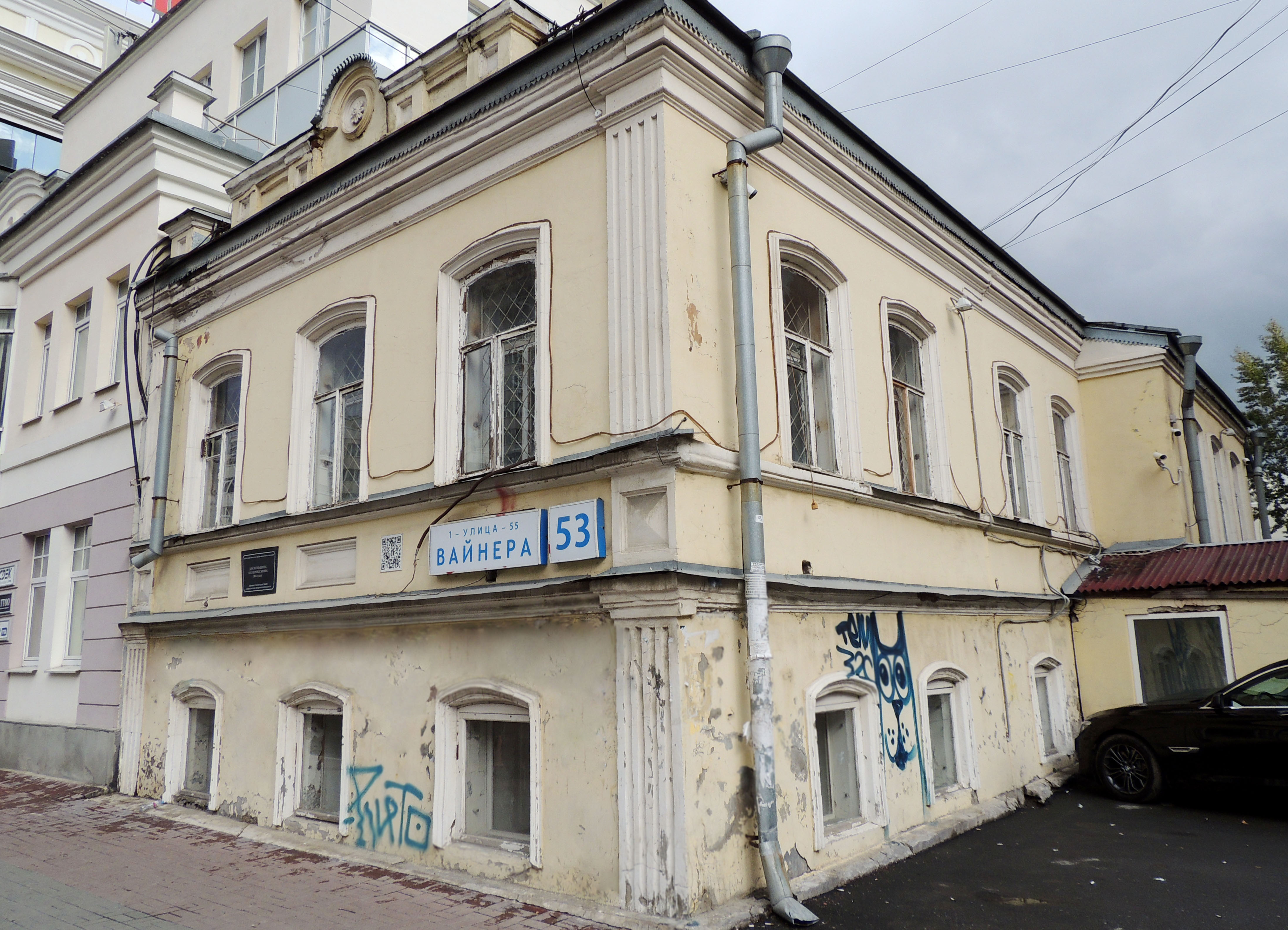
Дом, в котором жил Замятин

Николай Николаевич Батурин (настоящая фамилия — Замятин) родился 6 декабря 1877 года в посёлке Чертково области Войска Донского Российской империи, в семье железнодорожного служащего.
После окончания гимназии в 1898 году поступил на естественное отделение физико-математического факультета Петербургского университета. Участвовал в революционном движении с конца 1890-х годов. За участие в студенческих волнениях 1899 года был исключён из университета. Осенью 1899 года уехал за границу, учился в Берлинском, Цюрихском и Лейпцигском университетах на естественном отделении философского факультета.
Член РСДРП с 1901 года. Неоднократно арестовывался. В феврале 1902 года был выслан в Вятку до приговора. В январе 1903 года, получив приговор, бежал из Вятки через Финляндию и Швецию в Швейцарию (Цюрих, Женева). После раскола РСДРП примкнул к большинству, входил в женевскую группу большевиков.
В Женеве в 1904 году организовал вместе с В. Д. Бонч-Бруевичем библиотеку и архив ЦК РСДРП.
В январе 1905 года арестован на квартире С. А. Черепанова в Екатеринбурге.
В 1911—1912 годах работал в газетах «Звезда» (член редакции) и «Невская Звезда», единолично вёл газету в 1912 году. После прекращения осенью 1912 года выхода «Невской Звезды» стал редактором газеты «Правда», но вскоре был арестован. Использовал псевдонимы Константин, Зимин, Сомов и др.
В 1918—1919 годы — член редколлегии газеты «Правда». Читал лекции в партийных школах и Свердловском университете.
Во время советско-польской войны — начальник отдела военной цензуры Реввоенсовета Республики. В конце 1920 года — один из основателей Истпарта, в котором в последующие годы было место его основной работы.
В 1926 году переехал в Воронеж, в 1926—1927 годах — профессор кафедры истории ВКП(б) и ленинизма Воронежского сельскохозяйственного института.
Тяжелобольным приехал в крымскую Ливадию в 1927 году, где и скончался 23 ноября того же года.

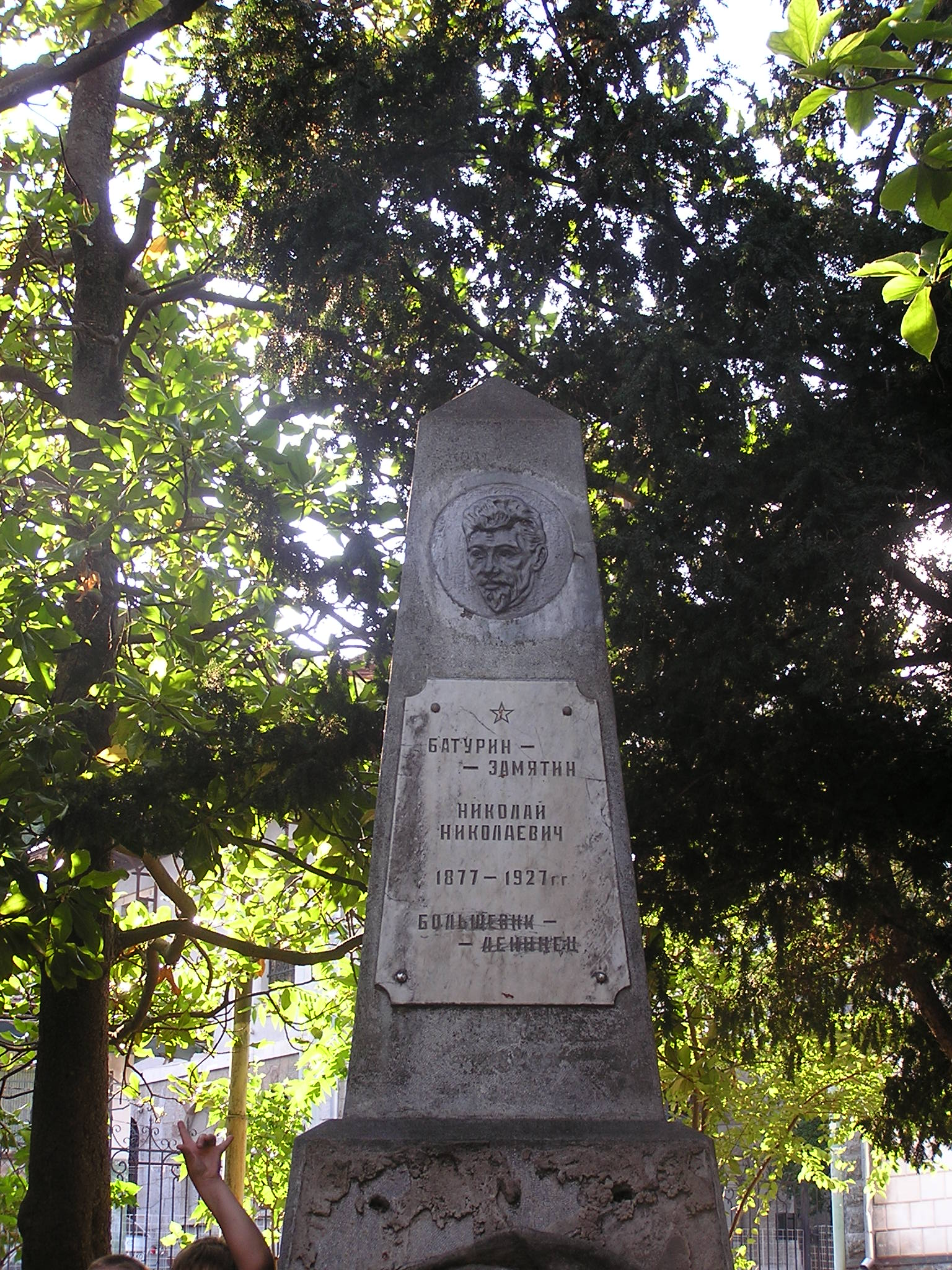
Могила Батурина

Похоронен на старом Ливадийском кладбище. С 20 декабря 2016 года Могила Н. Н. Батурина-Замятина, местонахождение Республика Крым, городской округ Ялта, пгт. Ливадия, Севастопольское шоссе, поселковое кладбище была включён в Реестр культурного наследия народов России со статусом объект регионального значения.  Объект культурного наследия народов РФ регионального значения. Рег. № 911710901350005 (ЕГРОКН)
В центре Ливадии в 1950 году на ул. Батурина был создан памятник революционеру.  Объект культурного наследия народов РФ регионального значения. Рег. № 911710901330005 (ЕГРОКН).

## Избранные труды
Автор «Очерка истории социал-демократии», многочисленных статей, лекций, докладов и выступлений по истории ВКП(б) и развитию марксизма в России, по истории рабочего движения, в частности, «О социальных корнях экономизма и меньшевизма» (1924—1925), «О влиянии мелкой и крупной буржуазии на рабочее движение» (1929), «О наследстве русских якобинцев» (1930), «Еще о цветах русского якобинства» (1925), «От „Звезды“ к „Правде“» (сборник "Из эпохи «Звезды» и «Правды», III), «Очерки из истории рабочего движения 70-х и 80-х г.г.» (2-е изд., М. — Л., 1925), «Борьба за советы, как органы пролетарской диктатуры» (Л., 1925), рукописи работы «История социализма», статьи «От группы „Освобождение труда“ к I съезду» и др. Эти и ряд других работ, вместе с его публицистическими статьями, перепечатаны в 1930 г. Институтом Ленина отдельным томом:
- Батурин Н. Н. Сочинения.- М.; Л.: Гос изд-во, 1930. — 632 с.